# Luís Inácio Pereira de Abreu
Luís Inácio Pereira de Abreu (Melgaço, 1777 — Porto Alegre, 21 de dezembro de 1855) foi um político luso-brasileiro.
Servidor público, foi juiz ordinário de Porto Alegre e vereador da cidade entre 1805 e 1807.
Como juiz, em 1807, foi presidente do senado da câmara conforme a velha legislação municipal portuguesa e pelas suas excentricidades neste cargo, ficou conhecido, juntamente com o doido manso e também chamado de Luís Doido, pois carregou, por dias, um cartaz pendurado nas costas com os dizeres: "Eu também sou Luís, também posso ser juiz", provavelmente colocado por jovens ou desafetos da vila. 
Anos depois voltou a ser vereador, além de procurador da câmara, juiz de sesmarias e juiz de paz.
Morreu vítima da epidemia de cólera morbus.